# 2,3-Dimethylbuttersäure
2,3-Dimethylbuttersäure ist eine chemische Verbindung aus der Gruppe der chiralen aliphatischen Carbonsäuren. Sie ist eines der sieben Skelettisomere von Capronsäure und leitet sich formal von Buttersäure ab. Mit einem Stereozentrum (α-ständig zur Carboxylgruppe, Position 2) tritt die verzweigtkettige Verbindung in zwei Enantiomeren auf. Man findet sie vereinzelt sowohl in der belebten als auch der unbelebten Natur: die freie Säure etwa als Stoffwechselprodukt kohlenwasserstoffverarbeitender Bakterien oder in Spuren auf Meteoriten, in gebundener Form unter anderem in mehreren Wolfsmilcharten, zu deren Reizwirkung Diterpenester der 2,3-Dimethylbuttersäure wesentlich beitragen. Verwendung findet sie in erster Linie als Ausgangsstoff zur Synthese anderer Verbindungen. Erstmals genauer charakterisiert wurde sie 1886 durch van Romburgh.
Der systematische Name der Verbindung lautet 2,3-Dimethylbutansäure. Früher war die Bezeichnung als Methylisopropylessigsäure üblich, ergo als eine mit Methyl- und Isopropylgruppe substituierte Essigsäure, worin sich die klassische Gewinnung durch Malonestersynthese widerspiegelt. Ihre Salze und Ester heißen 2,3-Dimethylbutyrate oder 2,3-Dimethylbutanoate, die Acylgruppe 2,3-Dimethylbutyryl- oder 2,3-Dimethylbutanoyl-Gruppe.

## Geschichte

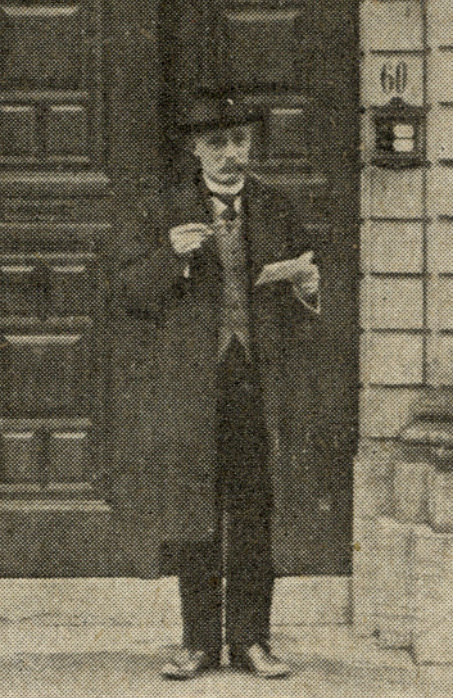
Pieter van Romburgh als Rektor der Universität Utrecht (1918).

Erstmals genauer beschrieben wurde 2,3-Dimethylbuttersäure durch Pieter van Romburgh im Jahre 1886 im Rahmen der Strukturaufklärung einer bis dahin unbekannten Komponente römischen Kamillenöls, 3-Methyl-1-pentanol. Sein Zugang durch Malonestersynthese ist heute noch der lehrbuchartige Weg zur Darstellung von 2,3-Dimethylbuttersäure. Er ging davon aus, dass bereits zwanzig Jahre zuvor Wladimir Wassiljewitsch Markownikow sie aus einem Amylen erhalten, aber nicht näher charakterisiert hatte.

## Vorkommen

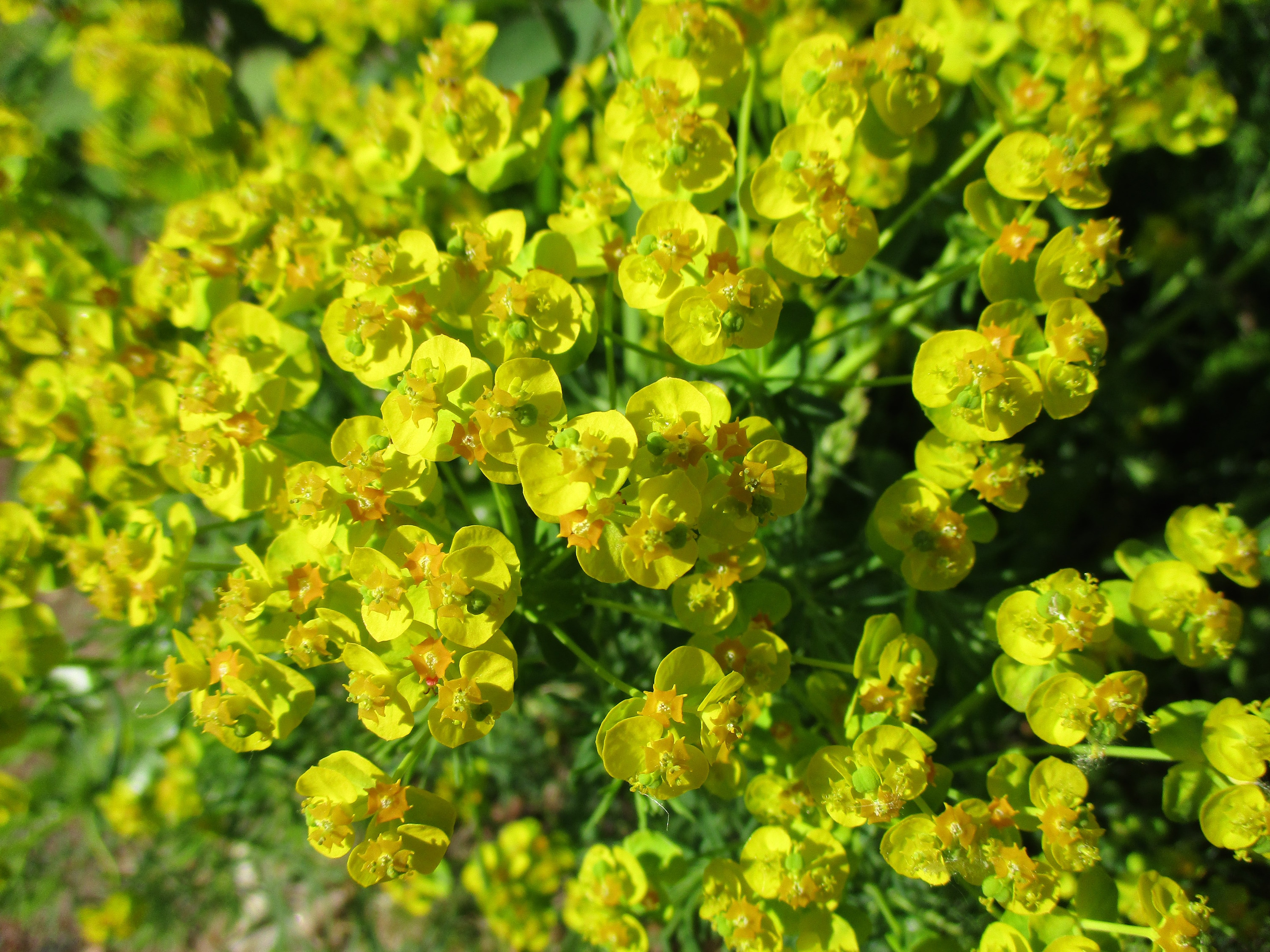
Zypressen-Wolfsmilch enthält mehrere reizende Diterpenester der 2,3-Dimethylbuttersäure, die Cyparissias-Faktoren.

Freie 2,3-Dimethylbuttersäure wurde in sonnengetrocknetem Virginischen Tabak und manchen Cantaloupe-Melonen sowie im Sekret des Weißschwanzgnu gefunden. Festgestellt wurde sie auch im Zellkulturüberstand bei gemeinschaftlicher Fermentation von Garnelenschalen durch Bacillus subtilis und Lactiplantibacillus plantarum. Die hydrocarbonoklastischen Bakterienarten Gordonia terrae und Rhodococcus erythropolis sind imstande, vicinal dimethylsubstituierte Alkane zu 2,3-Dimethylbuttersäure zu oxidieren. Gebunden als Ester von Diterpenen findet sie sich in verschiedenen Wolfsmilcharten. Diese Euphorbia-Faktoren genannten Diterpenester vom Ingenan-Typ sind stark reizend, wobei die Stärke der Reizwirkung unter anderem von der Position der 2,3-Dimethylbutyrylgruppe abhängt. Der Methylester 2,3-Dimethylbuttersäuremethylester findet sich als mikrobielle flüchtige organische Verbindung im Gießkannenschimmel Emericella nidulans und in Holzfäule.
Abiotischen Ursprungs ist 2,3-Dimethylbuttersäure, die – neben anderen organischen Verbindungen – in verschiedenen kohligen Chondriten nachgewiesen wurde, namentlich dem Murchison-Meteoriten sowie den in der Antarktis niedergegangenen Chondriten Yamato 791198, Asuka 881458 und Lonewolf Nunataks 94101. Einen massenspektrometrischen Hinweis auf ihr Vorhandensein gibt es auch für den Murray-Meteorit. Im Hinblick auf die chemische Evolution ist dabei das Enantiomerenverhältnis chiraler Alkansäuren wie 2,3-Dimethylbuttersäure von Interesse: Soweit bisher untersucht (Murchison und LON 94101), handelt es sich dabei stets um racemische Gemische – während bei den ebenfalls gefundenen Aminosäuren wie 2-Amino-2,3-dimethylbuttersäure oft ein leichter Enantiomerenüberschuss besteht, der in Richtung der Homochiralität der Aminosäuren irdischer Lebewesen weist.

## Herstellung

### Aufbauende Synthesen
Da eine Methylierung von Alkylgruppen nicht ohne Weiteres möglich ist, solange diese nicht durch benachbarte funktionelle Gruppen aktiviert sind, geht man für die Synthese von 2,3-Dimethylbuttersäure nicht von der Stammverbindung Buttersäure aus. Altbewährt ist die van Romburghsche Methode der Malonestersynthese. An der CH-aciden Position zwischen den beiden Estergruppen von Malonsäurediethylester können durch zwei Substitutionsreaktionen die Methyl- und die Isopropylgruppe eingeführt werden. Nach Verseifung des Carbonsäureesters begünstigt die β-ständige Carbonylgruppe die einmalige Decarboxylierung der entstandenen Dicarbonsäure zur zweifach substituierten Essigsäure. Nur von historischem Interesse ist dagegen die ebenfalls von van Romburgh beschriebene Darstellung aus Acetessigester mit geringer Ausbeute.
Eine dreistufige Synthese ausgehend vom Ethylester der 2-Brompropionsäure, 2-Brompropansäureethylester, beginnt mit einer Reformatzki-Reaktion mit Aceton. Aus dem gebildeten Alkohol kann infolge der CH-Acidität leicht Wasser abgespalten werden. Anschließende Hydrierung der dabei entstehenden Doppelbindung liefert 2,3-Dimethylbuttersäure. Weitere Synthesewege sind die Carboxylierung von 2-Chlor-3-methylbutan, die nucleophile Ringöffnung von 2,3-Dimethylpropiolacton mit dem Normant-Cuprat Me2CuMgBr aus Methylmagnesiumbromid, Kupfer(I)-iodid und Lithiumchlorid, sowie Abwandlungen der Malonestersynthese mit Sulfonylderivaten. Bei der Oxidation von 2,3-Dimethylbutan mit Chrom(VI)-oxid entsteht ebenfalls 2,3-Dimethylbuttersäure, allerdings hält die Reaktion dort nicht an und liefert zusätzlich die Spaltprodukte Aceton und 3-Methylbutanon sowie Trimethylacrylsäure.

### Enantioselektive Synthesen
Racemische 2,3-Dimethylbuttersäure kann durch mehrfache Umkristallisation mit Chinin aufgetrennt werden. Außerdem gibt es Möglichkeiten zur gezielten Synthese eines Enantiomers:
Eine enantioselektive Syntheseroute in drei Stufen ausgehend von Isovaleriansäure ist die Methode von Evans. Hier ist die β-ständige Methylgruppe (in Position 3) bereits vorhanden, sodass nur noch die α-ständige Methylgruppe in Position 2 eingeführt werden muss, welche durch die benachbarte Carbonylgruppe schwach CH-acid ist. Hierzu muss zunächst die Carbonsäurefunktion maskiert werden. Die Bildung des Amids mit geeigneten chiralen Aminen erfüllt diese Aufgabe, wodurch die Methylierung in Position 2 möglich wird, und dirigiert sie zugleich in Richtung eines Enantiomers, das nach Hydrolyse des α-methylierten Amids im Überschuss erhalten werden kann. Mit (S)-Prolinol wurde so (S)-2,3-Dimethylbuttersäure in 90 %iger optischer Reinheit erhalten, und mit (R)-4-Benzyl-2-oxazolidinon – mit zusätzlicher Umkristallisation des α-methylierten Amids – enantiomerenreine (R)-2,3-Dimethylbuttersäure. Analog kann auch das Racemat aus Isovaleriansäure gewonnen werden; in diesem Fall ist die Amidbildung überhaupt entbehrlich, wenn entsprechend größere Mengen Lithiumorganyl eingesetzt werden.
Eine andere Methode ist die stereoselektive Hydrierung. Mit einem chiralen Iridium-Komplex als Katalysator und Caesiumcarbonat als Base gelang die Hydrierung von 2-Isopropylacrylsäure zu 2,3-Dimethylbuttersäure mit einem Enantiomerenüberschuss von 96 %.

### Gewinnung aus Naturstoffen
Ein alternativer Zugang ist die ozonolytische Abspaltung der Seitenkette von Ergosterin mit anschließender Oxidation des freigesetzten Aldehyds 2,3-Dimethylbutanal. Diese Reaktion kann genutzt werden, um Ergosterin von Sterinen mit anderer Seitenkette zu unterscheiden, indem 2,3-Dimethylbuttersäure als Oxidationsprodukt identifiziert wird. Entsprechende Seitenketten finden sich auch im Sterin Cyclonervilasterol und seinem Epimer 24-Epicyclonervilasterol (das epimere Zentrum entspricht dem Chiralitätszentrum der 2,3-Dimethylbuttersäure), enthalten im Orchideenpräparat I-Tiam-Hong aus der traditionellen Medizin auf Taiwan. Die Freisetzung von Seitenketten als 2,3-Dimethylbuttersäure beim oxidativen Aufschluss der unlöslichen organischen Bestandteile des Murchison-Meteoriten ist allein analytisch von Bedeutung.

## Eigenschaften

Siedediagramm von 2,3-Dimethylbuttersäure: Auftragung literaturbekannter Siedepunkte (orange). Gestrichelt eingetragen ist die ermittelte Siedekurve nach linearer Regression gemäß der Antoine-Gleichung (blau). Alle Messwerte finden sich mit Angabe der Fundstellen in der Dateibeschreibung.

Unter Normalbedingungen ist 2,3-Dimethylbuttersäure eine farblose Flüssigkeit von intensivem Geruch. Ihre Säurekonstante beträgt {\displaystyle {\text{p}}K_{\text{a}}=4{,}75}. Im Vergleich der undissoziierten isomeren Carbonsäuren ist sie mit einem Octanol-Wasser-Verteilungskoeffizient von {\displaystyle \log {K_{\text{ow}}}=1{,}55} (gemessen gegen verdünnte Salzsäure, um unabhängig von der Säurestärke stets die Löslichkeit der undissoziierten Carbonsäure zu messen) noch am ehesten wasserlöslich, aber immer noch deutlich stärker lipophil als hydrophil. Der spezifische Drehwinkel des (R)-Enantiomers wird mit {\displaystyle \left[\alpha \right]_{\text{D}}^{25}=-18{,}9^{\circ }} angegeben, entsprechend einem molaren spezifischen Drehwinkel von {\displaystyle \left[M\right]_{\text{D}}^{25}=-21{,}9^{\circ }}, bzw. mit {\displaystyle \left[\alpha \right]_{\text{D}}^{20}=-22{,}8^{\circ }}.

## Reaktionen
Die Fachliteratur kennt zahlreiche Reaktionen von 2,3-Dimethylbuttersäure 1, die typisch für aliphatische Carbonsäuren sind. Beschrieben sind etwa die Bildung verschiedener Ester 2 und Amide 3 sowie die α-Bromierung. Aus dem α-bromierten Produkt 4 lässt sich nach Eliminierung von Bromwasserstoff Trimethylacrylsäure 5 gewinnen; durch Substitution des Brom-Atoms mit Ammoniak ist auch die Darstellung der nichtproteinogenen Aminosäure α-Methylvalin möglich. Mit Lithiumaluminiumhydrid lässt sich 2,3-Dimethylbuttersäure zu 2,3-Dimethylbutan-1-ol 6 reduzieren. Aus dem Lithium-Derivat der 2,3-Dimethylbuttersäure, wie es als Zwischenprodukt bei der Darstellung aus Isovaleriansäure auftritt, kann man auch direkt in drei weiteren Stufen 2,3,4-Trimethylpentan-2-ol 7 erhalten. Möglich ist auch die Umwandlung in ein aminosubstituiertes Azirin-Derivat 8, wodurch entsprechend substituierte 1,3-Thiazol-5(4H)-thione 9 zugänglich werden.
Im Vergleich der isomeren Carbonsäuren gehen bei 2,3-Dimethylbuttersäure sowohl Bildung als auch Verseifung des Methylesters langsam vonstatten (viel langsamer als bei Capronsäure und Isocapronsäure), was auf sterische Hinderung durch die α-verzweigte aliphatische Kette zurückgeführt wird.

## Verwendung
2,3-Dimethylbuttersäure wird in erster Linie zur Herstellung anderer Verbindungen verwandt, beispielsweise in der Synthese von Naturstoffen. So ist die Synthese des (R)-Enantiomers etwa der erste Schritt in der Totalsynthese der Fettsäurekomponente von Homophymin A, einem cyclischen Depsipeptid (Cyclodepsipeptid) aus einer Schwammart der Gattung Homophymia, das aufgrund zytoprotektiver Eigenschaften gegen Infektion mit HIV1 untersucht wurde. Auch die Seitenkette von Campesterin kann nach Reduktion zum Alkohol aus 2,3-Dimethylbuttersäure aufgebaut werden. Beide Enantiomere werden im Rahmen rationalen Wirkstoffdesigns als Bausteine für die Entwicklung maßgeschneiderter Liganden in Betracht gezogen. Patentiert ist außerdem die Herstellung eines Flotationsmittels zur Gewinnung von Niob aus Columbit. Die meisten Patente, in denen 2,3-Dimethylbuttersäure erwähnt wird, beziehen sich pauschal auf eine Vielzahl möglicher Carbonsäurederivate und nicht auf die freie Säure. Als Beispiel für eine Ausnahme hiervon sei der mögliche Einsatz als Carbonsäurekomponente in einem Mittel zur Abwehr von Haien erwähnt.

## Nachweis
Stoffeigenschaften wie der Siedepunkt bei der Destillation und der Brechungsindex der abdestillierten Flüssigkeit können bei ausreichender Reinheit bereits zur Identifikation dienen. Neben der freien Säure wurde früher die Umsetzung zu Calcium- und Silbersalzen zur Unterscheidung der 2,3-Dimethylbuttersäure von anderen Carbonsäuren anhand der Löslichkeit herangezogen. Das Calciumsalz löst sich in warmem Wasser schlechter als in kaltem. Beim Eindampfen scheidet sich zunächst ein Film an der Oberfläche ab, bevor das Salz als gummiartige, amorphe Masse ausfällt. Bei Zusatz von Alkohol kristallisiert das Monohydrat als feine Nadeln aus; das Kristallwasser lässt sich im Exsikkator über Schwefelsäure entfernen. Um Unklarheiten zu beseitigen, können auch Derivate wie 2,3-Dimethylbuttersäureamid (mit Ammoniak) gebildet und zusätzlich deren Stoffeigenschaften herangezogen werden.
Als verzweigte aliphatische Carbonsäure zeigen die 1H-Atome von 2,3-Dimethylbuttersäure im Kernspinresonanzspektrum (NMR) gut definierte, charakteristische Signale. NMR ist daher die übliche instrumentelle Methode zur sicheren Identifikation nach einer Synthese. Das Infrarotspektrum (IR) ist dagegen weniger aussagekräftig und wird in der Forschung nur selten herangezogen. Zum Nachweis in komplexen Gemischen mit vielen Komponenten bedient man sich Gaschromatographie mit Massenspektrometrie-Kopplung (GC-MS).
- Signale im 1H-NMR-Spektrum (200 MHz, CDCl3): δ = 0,91 ppm (3H, d, 3J = 7,0 Hz, CH3), 0,94 ppm (3H, d, 3J = 7,0 Hz, CH3), 1,11 ppm (3H, d, 3J = 7,0 Hz, CH3), 1,96 ppm (1H, m, CH), 2,28 ppm (1H, quint, 3J = 7 Hz, CH).[42]
- Signale im 13C-NMR-Spektrum (50,1 MHz, CDCl3): δ = 13,6 ppm, 19,1 ppm, 20,85 ppm, 30,9 ppm, 46,1 ppm, 182,8 ppm.[42]
- Signale im IR-Spektrum (Film): νmax = 3500–3200 cm−1, 1705 cm−1, 949 cm−1.[42]
- Signale im Massenspektrum (GC-MS, EI+): m/z  101 (8 %), 83 (3 %), 74 (100 %), 73 (23 %), 56 (15 %), 55 (15 %), 45 (15 %), 43 (36 %), 41 (33 %), 39 (20 %).[14]

## Externe Links zu erwähnten Verbindungen
1. ↑  Externe Identifikatoren von bzw. Datenbank-Links zu (2S)-2,3-Dimethylbutansäure:  CAS-Nr.: 15071-34-8, PubChem: 642234, ChemSpider: 557451, Wikidata: Q27117931.
2. ↑  Externe Identifikatoren von bzw. Datenbank-Links zu (2R)-2,3-Dimethylbutansäure:  CAS-Nr.: 27855-05-6, ECHA-InfoCard: 100.399.865, PubChem: 16126808, ChemSpider: 17283663, Wikidata: Q27117930.
3. ↑  Externe Identifikatoren von bzw. Datenbank-Links zu Isopropylmalonsäurediethylester:  CAS-Nr.: 759-36-4, EG-Nr.: 212-068-0, ECHA-InfoCard: 100.010.971, PubChem: 12966, Wikidata: Q63392239.
4. ↑  Externe Identifikatoren von bzw. Datenbank-Links zu Methylisopropylmalonsäurediethylester:  CAS-Nr.: 75847-97-1, PubChem: 13774999, ChemSpider: 10467189, Wikidata: Q131625462.
5. ↑  Externe Identifikatoren von bzw. Datenbank-Links zu 2-Brompropansäureethylester:  CAS-Nr.: 535-11-5, EG-Nr.: 208-609-5, ECHA-InfoCard: 100.007.828, GESTIS: 493203, PubChem: 79040, ChemSpider: 71372, Wikidata: Q27275409.
6. ↑  Externe Identifikatoren von bzw. Datenbank-Links zu 2-Chlor-3-methylbutan:  CAS-Nr.: 631-65-2, EG-Nr.: 825-542-2, ECHA-InfoCard: 100.260.668, PubChem: 522085, ChemSpider: 455428, Wikidata: Q27077676.
7. ↑  Externe Identifikatoren von bzw. Datenbank-Links zu 2,3-Dimethylpropiolacton:  CAS-Nr.: 5402-54-0, PubChem: 221145, Wikidata: Q82009438.
8. ↑  Externe Identifikatoren von bzw. Datenbank-Links zu Trimethylacrylsäure:  CAS-Nr.: 4411-97-6, PubChem: 535246, Wikidata: Q82103921.
9. ↑  Externe Identifikatoren von bzw. Datenbank-Links zu (R)-4-Benzyl-2-oxazolidinon:  CAS-Nr.: 102029-44-7, EG-Nr.: 600-264-2, ECHA-InfoCard: 100.133.176, PubChem: 2734969, ChemSpider: 2016709, Wikidata: Q72441666.
10. ↑  Externe Identifikatoren von bzw. Datenbank-Links zu 2-Isopropylacrylsäure:  CAS-Nr.: 4465-04-7, PubChem: 12122615, Wikidata: Q72485696.
11. ↑  Externe Identifikatoren von bzw. Datenbank-Links zu 2,3-Dimethylbutanal:  CAS-Nr.: 2109-98-0, EG-Nr.: 218-299-3, ECHA-InfoCard: 100.016.636, PubChem: 102752, ChemSpider: 92814, Wikidata: Q82920460.
12. ↑  Externe Identifikatoren von bzw. Datenbank-Links zu Cyclonervilasterol:  CAS-Nr.: 81348-85-8, PubChem: 21636055, ChemSpider: 10270286, Wikidata: Q104945191.
13. ↑  Externe Identifikatoren von bzw. Datenbank-Links zu 24-Epicyclonervilasterol:  CAS-Nr.: 89320-92-3, PubChem: 21636056, Wikidata: Q104945192.
14. ↑  Externe Identifikatoren von bzw. Datenbank-Links zu 2,3-Dimethylbutan-1-ol:  CAS-Nr.: 19550-30-2, EG-Nr.: 243-153-0, ECHA-InfoCard: 100.039.215, PubChem: 29656, ChemSpider: 27560, Wikidata: Q73958761.
15. ↑  Externe Identifikatoren von bzw. Datenbank-Links zu 2,3,4-Trimethylpentan-2-ol:  CAS-Nr.: 66576-26-9, PubChem: 18280, ChemSpider: 17267, Wikidata: Q82972640.
16. ↑  Externe Identifikatoren von bzw. Datenbank-Links zu Homophymin A:  CAS-Nr.: 1040455-61-5, PubChem: 25009300, Wikidata: Q131625548.
17. ↑  Externe Identifikatoren von bzw. Datenbank-Links zu 2,3-Dimethylbuttersäureamid:  CAS-Nr.: 66309-91-9, PubChem: 9793735, ChemSpider: 7969502, Wikidata: Q131625494.